# La Machine à voyager dans le temps (jeu vidéo)
Cet article concerne un jeu vidéo. Pour le roman de science-fiction d'H. G. Wells dont il s'inspire, voir La Machine à explorer le temps.
Cet article concerne un jeu vidéo. Pour l'attraction du Futuroscope, voir La Machine à voyager dans le temps (Futuroscope).
La Machine à voyager dans le temps est un jeu vidéo d'aventure de science-fiction steampunk développé et édité par le studio français Cryo Interactive en 2000. Le jeu s'inspire librement du roman de H. G. Wells La Machine à explorer le temps (1895).

## Synopsis
Le joueur incarne Wales, un inventeur du XIXe siècle qui travaille à la réalisation d'une machine permettant de voyager dans le temps. Le jeu commence lorsque Wales met la dernière main au chronoèdre, le moteur de la machine, et effectue son premier voyage. Malheureusement, Wales se retrouve en l'an 800 000 ap. J.-C., privé de sa machine, qui disparaît aussitôt après son arrivée. Wales doit s'orienter dans une époque déroutante, balayée par des perturbations temporelles. Il doit tenter de trouver Khronos, le maître du sablier, le seul homme capable de l'aider à retrouver son époque d'origine.

## Principe du jeu
La Machine à voyager dans le temps est un jeu d'aventure à la troisième personne sur le mode du pointer-et-cliquer. La progression du jeu repose en grande partie sur l'exploration et l'interaction avec les personnages. Cependant, le jeu intègre une part d'action, sous la forme d'un système de combat et d'un système de sorts. Wales a ainsi accès à jusqu'à 18 sortilèges différents. Un indicateur en forme d'ammonite, en bas à gauche de l'écran, indique la santé de Wales. Lorsque Wales lance un sortilège à durée prolongée, le sortilège en cours s'affiche en permanence en bas à gauche de l'écran, à côté de la barre de vie. Les objets trouvés par Wales et les sortilèges auquel il a accès sont stockés dans des inventaires que le joueur affiche en cas de besoin.

## Développement
La Machine à voyager dans le temps est le premier jeu de Cryo Interactive à employer le moteur graphique Cryogen, qui remplace le précédent moteur graphique du studio, l'Omni 3D. Le développement du moteur Cryogen a duré deux ans.

## Histoire éditoriale
La Machine à voyager dans le temps sort dans les pays anglophones sous le titre The New Adventures of the Time Machine.
En 2002, Cryo Interactive fait faillite. En 2008, les droits sur le jeu sont rachetés par Microïds, de même que l'ensemble de l'ancien catalogue Cryo.